# Capitol News Company
Capitol News Company, LLC é uma empresa de mídia americana com sede em Arlington, Virginia, Estados Unidos. É uma holding privada de propriedade de Robert L. Allbritton. Sua publicação principal é Politico.
A Capitol News Company foi criada quando o Politico foi retirado da Allbritton Communications Company em 2009. A empresa também publica o Politico New York, um sítio e uma revista focada na política da cidade e estado de Nova Iorque, bem como no funcionamento interno da mídia baseada em Nova Iorque, e que posteriormente se expandiu para cobrir Nova Jérsia e Flórida antes de serem renomeados como sítios do Politico. 